# Sébastien Fournier-Bidoz
Sébastien Fournier-Bidoz (Bonneville, 2 aprile 1976) è un ex sciatore alpino francese.

## Biografia
Originario di Seynod e attivo in gare FIS dal novembre del 1994, Fournier-Bidoz esordì in Coppa Europa il 9 gennaio 1995 a Serre Chevalier in slalom gigante (47º) e in Coppa del Mondo il 5 gennaio 1997 a Kranjska Gora nella medesima specialità, senza completare la gara. In Coppa Europa ottenne il primo podio  il 7 febbraio 1997 a La Thuile in supergigante (3º) e la prima vittoria il 20 febbraio 1998 in Sierra Nevada nella medesima specialità.
In Coppa del Mondo i suoi migliori piazzamenti furono quattro decimi posti, ottenuti tutti in supergigante (il primo il 27 novembre 1998 ad Aspen, l'ultimo il 23 febbraio 2003 a Garmisch-Partenkirchen); ai Mondiali di Vail/Beaver Creek 1999, sua prima presenza iridata, si classificò 18º nel supergigante. Conquistò l'ultima vittoria in Coppa Europa, nonché ultimo podio, il 1º febbraio 2001 a Les Orres in discesa libera; l'anno dopo ai XIX Giochi olimpici invernali di Salt Lake City 2002, sua unica presenza olimpica, si piazzò 10º nella discesa libera e 15º nel supergigante.
Ai Mondiali di Sankt Moritz 2003, sua seconda e ultima presenza iridata, fu 14º nella discesa libera e 15º nel supergigante. Prese per l'ultima volta il via in Coppa del Mondo il 3 febbraio 2006 a Chamonix in supercombinata (34º) e si ritirò al termine di quella stessa stagione 2005-2006; la sua ultima gara fu il supergigante dei Campionati francesi 2006, disputato l'8 aprile a Val-d'Isère e nel quale Fournier-Bidoz vinse la medaglia di bronzo.

## Palmarès

### Coppa del Mondo
- Miglior piazzamento in classifica generale: 57º nel 2003

### Coppa Europa
- 6 podi:
  - 4 vittorie
  - 2 secondi posti
  - 1 terzo posto

#### Coppa Europa - vittorie
| Data             | Località      | Paese    | Specialità |
| ---------------- | ------------- | -------- | ---------- |
| 20 febbraio 1998 | Sierra Nevada | Spagna   | SG         |
| 22 dicembre 1999 | Sankt Moritz  | Svizzera | SG         |
| 13 marzo 2000    | Galtür        | Austria  | SG         |
| 1º febbraio 2001 | Les Orres     | Francia  | DH         |

Legenda:

DH = discesa libera

SG = supergigante

### South American Cup
- Miglior piazzamento in classifica generale: 18º nel 2001
- 2 podi:
  - 1 vittoria
  - 1 terzo posto

#### South American Cup - vittorie
| Data              | Località          | Paese | Specialità |
| ----------------- | ----------------- | ----- | ---------- |
| 15 settembre 2005 | Termas de Chillán | Cile  | DH         |

Legenda:

DH = discesa libera

### Campionati francesi
- 7 medaglie:
  - 1 oro (supergigante nel 1998)
  - 2 argenti (discesa libera nel 1999; discesa libera nel 2003)
  - 4 bronzi (supergigante nel 1997; supergigante nel 1999; supergigante nel 2001; supergigante nel 2006)